# Шаркино
Шаркино — упразднённая деревня в Устюженском районе Вологодской области.
Входила в состав Мезженского сельского поселения, с точки зрения административно-территориального деления — в Мезженский сельсовет.
Расположена на правом берегу реки Кобожа. Расстояние по автодороге до районного центра Устюжны — 19 км, до центра муниципального образования деревни Долоцкое — 21 км. Ближайшие населённые пункты — Деревяга, Логиново, Варлыгино.
По данным переписи в 2002 году постоянного населения не было.
В августе 2020 года была упразднена.